# Кибалко, Александр Владимирович
Александр Владимирович Кибалко (род. 25 октября 1973) — российский конькобежец, участник трёх Олимпийских игр (зимние Олимпийские игры 1998, 2002 и 2006). Заслуженный мастер спорта.
Родился в Целинограде. Спортом начал заниматься в 1983 году. Первый тренер — В. А. Сибиркин. С 2022 года Член Совета Международного Союза конькобежцев (ISU), Технический делегат по конькобежному спорту Зимних Олимпийских игр 2022 в Пекине, Награждён медалью Ордена «За заслуги перед отечеством» II степени. Женат, имеет 5 детей.

## Спортивная карьера
Победитель Кубка мира (2001) на дистанции 1500 м. Победитель Чемпионата Европы (2001) на дистанции 500 м и серебряный призёр на дистанции 1500 м, бронзовый призёр Чемпионата Мира (2001) в классическом многоборье на дистанции 1500 м. Чемпион России на дистанциях 500 м (2003), 1000 м (1996, 2003), 1500 м (2003) и в многоборье (2001). Серебряный (1996, 1997, 1999, 2003 — спринтерское многоборье) и бронзовый (2000, 2002 — многоборье, 1998, 2004 — спринтерское многоборье) призёр чемпионатов России. Многократный рекордсмен России.